# 腹毛
腹毛又稱肚毛、臍毛、尿道毛，是男性第二性徵，但並非所有成熟男性皆有。通常是在青春期末期或青春期完結後，當陰毛已經擴散至整個陰部後才沿肚臍至陰部間的長形狹窄區長出，然後再由基因決定腹毛擴散的範圍。少數女性，尤其懷上男胎的孕婦，因體內睪酮含量較高，也會長出少量腹毛。東亞人的腹毛一般比較少，南亞、中東和歐洲人的腹毛則較多。

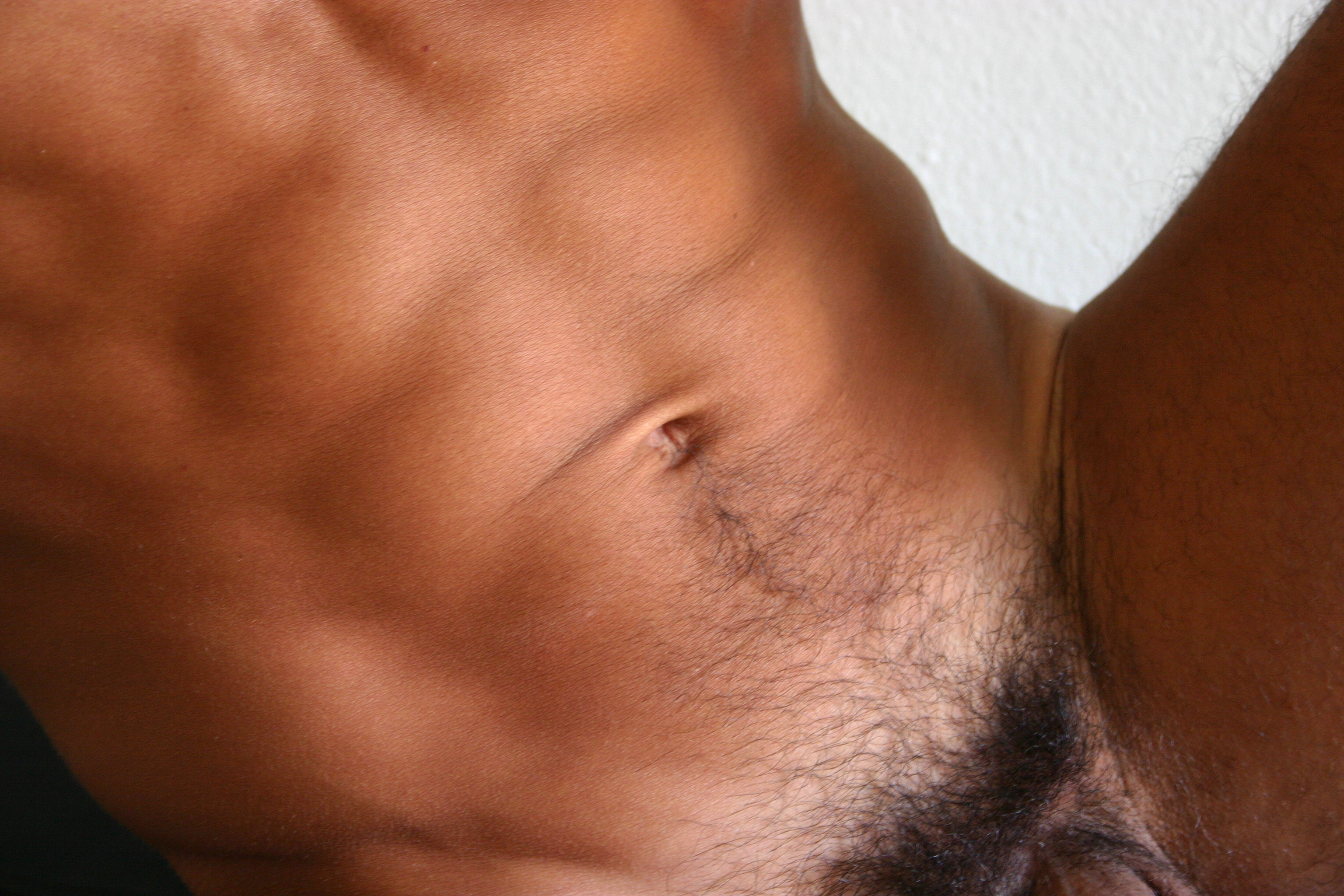
三角狀分佈的腹毛；腹毛於底部與陰毛相連，可視為陰毛的延伸。
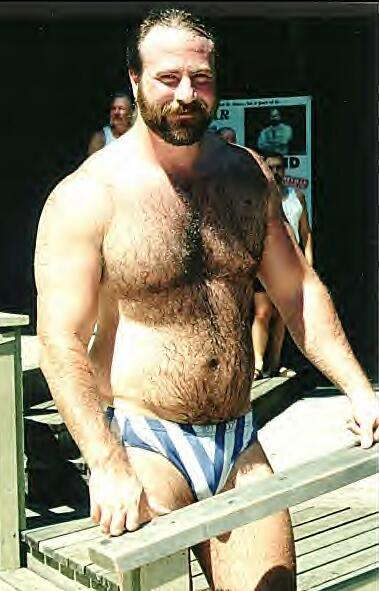
部分男性腹毛分散在整個腹部，與陰毛和胸毛融為一體。

## 分佈
有些男性有着濃密的腹毛，有些則沒有。腹毛生長在腹腔，尤其是肚臍及其以下至陰部以上。通常會連着陰毛，甚至是胸毛。